# ادمار آنتونیو پیکولی
ادمار آنتونیو پیکولی (به پرتغالی: Edemar Antonio Picoli) مدافع اهل برزیل است که در شهر سانتا کاتارینا و در تاریخ ۲۸ آوریل ۱۹۷۲ به دنیا آمده‌است.
ادمار آنتونیو پیکولی در تیم‌های فوتبال Esporte Clube Palmeirense سابقهٔ حضور دارد.